# Верпланк (Њујорк)
Верпланк (енгл. Verplanck) насељено је место без административног статуса у америчкој савезној држави Њујорк.

## Демографија
По попису из 2010. године број становника је 1.729, што је 952 (122,5%) становника више него 2000. године.
| Група             | 2000.       | 2010.         |
| Белци             | 721 (92,8%) | 1.410 (81,6%) |
| Афроамериканци    | 0 (0,0%)    | 24 (1,4%)     |
| Азијати           | 2 (0,3%)    | 32 (1,9%)     |
| Хиспаноамериканци | 53 (6,8%)   | 244 (14,1%)   |
| Укупно            | 777         | 1.729         |